# Massimiliano Tomba
Massimiliano Tomba é um filósofo e professor italiano que leciona na Universidade da Califórnia, Santa Cruz. É um dos principais representantes da filosofia italiana contemporânea e um crítico da modernidade. Em seu trabalho, Tomba se inspira na tradição da Escola de Frankfurt, no materialismo histórico de Walter Benjamin e na autonomia operária italiana.

## Biografia
Formou-se em filosofia pela Universidade de Pádua em 1992, com uma tese sobre a família como raiz ética do Estado na filosofia do direito de Georg Wilhelm Friedrich Hegel. Obteve seu doutorado pela mesma universidade em 2000, com uma tese sobre a crítica de Karl Marx à economia política. Foi membro do Instituto de Estudos Avançados de Princeton em 2016–2017.
Tomba é autor de vários livros e artigos sobre temas como o conceito de tempo histórico, a teoria política e jurídica, a crise do capitalismo e os movimentos antiautoritários. Entre seus livros mais conhecidos estão Marx's Temporalities (Editora Brill, 2013), Krise und Kritik bei Bruno Bauer (2005) e Insurgent Universality: An Alternative Legacy of Modernity (2019). Neste último, Tomba defende uma concepção alternativa de universalismo que se baseia em experiências políticas radicais como a Comuna de Paris e a primeira Constituição Soviética.
Tomba também é colaborador de revistas como OperaViva Magazine, Historical Materialism e Constellations. Participou de vários eventos acadêmicos e culturais, como a Bienal de Varsóvia em 2019.